# Kornerupina
La kornerupina és un mineral de la classe dels sorosilicats. Va ser descoberta l'any 1884 a Fiskernaes, en el sud-oest de Groenlàndia, sent nomenada en honor d'Andreas N. Kornerup, geòleg danès.
Un sinònim poc usat és kornerupita.

## Característiques químiques
És un sorosilicat que és una mescla complexa de diversos anions aluminosilicat, aluminoborat i fluorur hidroxilats, amb cations de magnesi, ferro i alumini. A més, és molt comú la presència d'impureses de: titani, manganès, calci, liti, sodi o fluor.
Forma una sèrie de solució sòlida amb la prismatina ((Mg,Al,Fe)₆Al₄(Si,Al)₄(B,Si,Al)(O,OH,F)22), en la qual la substitució gradual d'uns elements per uns altres va donant els diferents minerals de la sèrie.

## Formació i jaciments
Apareix en roques volcàniques i sedimentàries riques en bor que han estat sotmeses a un metamorfisme de fàcies entre amfibolita a granulita; també apareix en complexos d'anortosita metamorfitzats.
Sol trobar-se associat a altres minerals com: safirina, cordierita, espinel·la, corindó, turmalina, grandidierita, dumortierita, cianita, sil·limanita, andalusita, biotita, flogopita, magnetita, ilmenita, hematita o rútil.